# Huernia anagaynensis
Huernia anagaynensis är en oleanderväxtart som beskrevs av Plowes. Huernia anagaynensis ingår i släktet Huernia och familjen oleanderväxter. Inga underarter finns listade i Catalogue of Life.